# Bouxwiller
 Der er for få eller ingen kildehenvisninger i denne artikel, hvilket er et problem. Du kan hjælpe ved at angive troværdige kilder til de påstande, som fremføres i artiklen.

Bouxwiller er en kommune i den franske region Grand Est i Departementet Bas-Rhin. Den har 3.968 indbyggere og holder partnerskab til den tyske kommune Babenhausen.